# Терапіано Юрій Костянтинович
Терапіано Юрій Костянтинович  (21 жовтня 1892, Керч (нині Україна) — 3 липня 1980, Ганьї, Франція) — російський письменник.

## Біографія
Син Костянтина Васильовича Терапіано, лікаря карантину, та Софії, доньки статського радника Андрія Павловича Савицького (із заможної напівгрецької– напівукраїнської родини з Ніжину). Навчався в Київському університеті (юридичний факультет), військовому училищі. 22 серпня 1918 року його батька і стрийну Лідію було вбито бандитами у родовому маєтку Савицьких у селі Темеш.
Юрій Терапіано був високоосвіченою людиною, відданий російській словесності і разом з тим був глибоким знавцем східної культури. Тут ховаються джерела його «урочистої релігійної містики» (Г.Федотов).
Доля Ю.Терапіано випала складна. Він вимушений був залишити літературну творчість й взяти участь у громадянській війні, яку розв'язали в колишній Російській імперії більшовики. Воював на боці «білої» гвардії. Учасник творчого об'єднання «ХЛАМ» (художники, літератори, артисти, музиканти).
В еміграції жив у Парижі, де організував Спілку молодих письменників та поетів.
Перша книга віршів «Лучший звук» побачила світ 1926 року. Другий — «Бессонница» (1935). Обидві книги видані в Німеччині. 1938 року в Парижі надрукований збірник «На ветру». У післявоєнні роки побачили світ ще три книги Ю.Терапіано: «Странствие земное» (1950), «Избранные стихи» (1963) та «Паруса» (1965).
Улюбленому Сходу письменник присвятив дві книги: «Мандри у невідомий край» та «Маздеїзм: сучасні послідовники Зороастра».
1953 року в Нью-Йорку вийшла антологія російського зарубіжжя «На Заході», де поміщено добірку найкращих творів Ю. Терапіано.
До золотого фонду російської мемуаристики увійшла книга спогадів Юрія Терапіано «Встречи» (1953) (тут йдеться про К. Бальмонта, Д. Мережковського, З. Гіппіус, О. Мандельштама, В. Ходасевича та інших).
Як прозаїк Юрій Терапіано є автором «Путешествия в неизвестный край» (1946). Як критик письменник опублікував сотні статей у зарубіжній періодиці.